# Roma (mitologia)
Roma era uma divindade da mitologia romana que personificava a cidade de Roma desde o século II a.C. Era representada nas moedas como uma donzela armada com espada. Na religião romana antiga, Roma era uma divindade feminina que personificava a cidade de Roma e, mais amplamente, o estado romano. Foi criada e promovida para representar e propagar certas ideias de Roma sobre si mesma, e para justificar o seu governo. Foi retratada em moedas, esculturas, projetos arquitetónicos e em jogos e festivais oficiais. As imagens de Roma tinham elementos em comum com outras deusas, como a de Roma Minerva, o seu equivalente grego Atena e várias manifestações do grego Tyche, que protegia as cidades-estado gregas; entre elas, destaca-se Roma, sobre armas empilhadas que representam as suas conquistas, prometendo proteção aos seus subditos. A sua iconografia "Amazónica" mostra a sua "virtude viril" (virtus) como mãe feroz de uma raça guerreira, fomentando em vez de substituir o aparecimento de deusas locais. Em algumas moedas da era imperial romana, é mostrada como serena conselheira, parceira e protetora dos imperadores governantes. Em Roma, o Imperador Adriano construiu e dedicou-lhe um gigantesco templo como Roma Aeterna ("Roma Eterna"), e a Vénus Félix ("Vénus, a Portadora da Boa Fortuna"), enfatizando a natureza sagrada, universal e eterna do império.